# 睦五朗
睦 五朗（むつみ ごろう、1934年〈昭和9年〉9月11日 - 2021年〈令和3年〉6月5日 ）は、日本の俳優・声優。本名は中西 清二（）、旧表記は睦 五郎（読み同じ）。
兵庫県神戸市東灘区出身。兵庫県立御影高等学校卒業。昭和九年会のメンバー。シナリオ文芸協会、田中事務所、フリーランス、西村事務所を経て、北斗七星プロジェクトに所属していた。趣味はガーデニング、ゴルフ、麻雀。

## 来歴
高校卒業後、劇作家の三好十郎と出会い、三好が主宰する劇団戯曲座に参加する。元々は作家を志して三好に師事したが才能がないと言われ、三好の勧めにより俳優に転向した。
1955年に映画『沙羅の花の峠』でデビューし、以降、映画・テレビドラマ・舞台で活躍する。時代劇の悪役や特撮番組でも知られる。
また1964年から1967年にかけて放映されたアメリカのテレビドラマ『逃亡者』でデビッド・ジャンセンの演ずる主人公・リチャード・キンブルの吹き替えを担当し、渋みのある声から声優・ナレーターとしても活動。
晩年はテアトルアカデミーにて講師を務め、後身の育成にもあたっていた。
2021年6月5日、誤嚥性肺炎のため亡くなっていたことが判明した。訃報は1年以上経った2023年に伝えられた。

## 人物・エピソード
芸名の由来は、一時休止していた役者活動を再開する際に訪れた料理屋で食べたムツゴロウ（鯥五郎）のあまりの美味に、見かけは悪くても味のある俳優になれるように、との思いから。
俳優を目指すきっかけとなったのは、中学時代の社会科教師が元新劇俳優であり、高校時代の英語教師が元文芸座の演出家であることから演劇志向が強くなったため。
デビュー当時は貧しく、コッペパン1個で3日しのいでいた。デビュー作の『沙羅の花の峠』では苦学生役を演じ、役作りせずともやせ細っていたが、そのことが真に迫った苦学生の演技として評価され、役者として注目されるようになったという。
仕事に関して「コツコツ積み重ねてやって来た」ことから、ギャラを値切られることに対しては強い嫌悪感を持っていた。そのため、持ち役だったデビッド・ジャンセンの吹き替えも、製作者側に「多少値切られてもジャンセンのだったらやるだろう」という意図があった場合は断っていたという。
演技については、自身が良いと思っていても評価されないなど自身と他人の考えが一致することは少ないとの考えから、自身がどういう役者であるかというようなこだわりは持たないことを信条としていた。
デビッド・ジャンセンとは対面したことがあり、ジャンセンに「君も大酒飲みだろう。大酒飲みでなければ自分の声はアテられない」と言われたという。また、ジャンセンが亡くなった際は「まだ若いのに…何年か前に日本で実際に会っているが、映画やTVで見るジャンセンより実物の方がはるかに魅力的ですね。晩成型というか、これから面白くなる人のような気がしたのに、若死にして残念！」とコメントしている。
SF作品では奇想天外なことが起こるので面白いと感じていた一方、『エスパイ』では宙吊りにされたり、『ゴジラ対メカゴジラ』や『惑星大戦争』では顔に色を塗られるなど、苦労も多かったことを語っている。宇宙人などの非現実的な役柄を演じる際は、力を抜いた浮遊感のある喋り方を心がけていた。
『ファイヤーマン』などで共演した岸田森とは、1963年のNHKドラマ『魚住少尉命中』で、睦が潜水艦の艦長で岸田が隊員役であった。以来共演することが多かった。『ファイヤーマン』主演の誠直也の台詞回しに標準語のアクセントに難があったため、岸田とともに何度もやり直しを命じていた。誠は後年のインタビューで、「『ファイヤーマン』で睦と岸田と共演したことで、俳優を続けていく確信を持つことが出来た」と述べている。
『ファイヤーマン』は、基地で指令を出すだけのシーンが多いために気が緩んでしまい、演技が甘くなってしまったと後年のインタビューにて後悔の念を述べている。
岸田とはプライベートでも親交が深く、飲み仲間として2人で相当な酒量を飲んでいたという。岸田とともにアジア旅行に赴いた際には、現地の警察に捕まった岸田を引き取りに行くこともあった。岸田の晩年には、同じ病院に入院していたこともあり、回復した睦は病院に要望して面会謝絶の岸田を見舞った。睦は、師である三好の戯曲『炎の人』を制作し岸田がゴッホを演じることを約束していたが、見舞いの直後に岸田は死去し、約束が果たされることはなかった。睦は、岸田の悲壮な死に様にしばらくの間立ち直ることができなかったという。

## 出演作品（俳優）

### 映画
- 沙羅の花の峠（1955年）[注釈 2]
- 太陽は狂ってる （1961年、日活）
- 続・兵隊やくざ （1965年、大映）
- 剣鬼 （1965年、大映）
- 無頼 殺せ （1969年、日活）
- 極悪坊主 念仏人斬り旅 （1969年、東映）
- 賞金稼ぎ （1969年、東映）
- 赤毛 （1969年、東宝）
- 盛り場仁義 (1970年、日活）
- クレージー映画（東宝）
  - クレージーの殴り込み清水港 （1970年）
  - 日本一のヤクザ男 （1970年）
- 舶来仁義 カポネの舎弟 （1970年、東映）
- 女番長 野良猫ロック （1970年、日活）
- 東宝8.15シリーズ（東宝）
  - 激動の昭和史 軍閥 （1970年）
  - 激動の昭和史 沖縄決戦 （1971年） - 薬丸情報参謀[17]
- 大幹部 ケリをつけろ（1970年、日活） - 木戸
- 追いつめる （1972年、松竹） - 青谷功
- ヘアピン・サーカス （1972年、東宝）
- ゴジラシリーズ（東宝）
  - ゴジラ対メカゴジラ （1974年） - 黒沼[出典 3]
  - メカゴジラの逆襲 （1975年） - ムガール[出典 4]
- 子連れ狼 地獄へ行くぞ! 大五郎 （1974年、東宝）
- 極道VSまむし （1974年、東映）
- 新仁義なき戦いシリーズ（東映）
  - 新仁義なき戦い （1974年）
  - 新仁義なき戦い 組長の首 （1975年）
- エスパイ （1974年、東宝） - 寺岡[17]
- 惑星大戦争 （1977年、東宝） - ヘル[出典 5]
- 南へ走れ、海の道を!  （1986年、松竹富士）
- 新宿純愛物語 （1987年、東映）
- 悲しきヒットマン （1989年、東映）
- 極道戦争 武闘派（1991年、東映）
- ミンボーの女 （1992年、東宝）
- 悪名 AKUMYOH （2001年、イップ・エンターテイメント）
- 同窓會 （2004年、向井プロダクション）
- ドッグファイター ごろつき刑事 （2004年、東映ビデオ）
- それでもヤクザはやってくる（2007年、ミライ・アクターズ・プロモーション） - 海老名
- 花と蛇3 特別版（2010年、東映ビデオ）

### テレビドラマ
- テレビ指定席 / 魚住少尉命中（1963年、NHK）
- 特別機動捜査隊 （NET / 東映） 
  - 第101話「台風圏」 - 第102話「続台風圏」（1963年） - 谷本
  - 第648話「白い死の手錠」（1974年） - 若杉
- 忍者部隊月光 第3,4話「疾風山岳作戦 -前,後篇-」（1964年、CX / NAC） - ワルサー
- マグマ大使 （1966年、CX） - 水野デスク[注釈 3]
- テレビ映画 / 人妻椿 （1966年、ABC） - 矢野昭
- 女のいのち （1967年、CX）
- ローンウルフ 一匹狼 第18話「殺しの依頼人」（1968年、NTV / 東映）
- キイハンター（TBS / 東映）
  - 第8話「影なき狙撃者」（1968年）
  - 第47話「黄金強奪大作戦」（1969年）
- 太陽野郎 第18話「さらば用心棒」（1968年、NTV / 東宝）
- 風 第26話「無法の宿場」（1968年、TBS / 松竹） - 大鳥甲斐守、第41話「海原はるかに」
- マイティジャック 第11話「燃える黄金」、第12話「大都会の恐怖」（1968年、CX / 円谷プロ） - 川上登隊員
- 過去深きひと（1968年、TBS）
- 東京コンバット（1968年、フジテレビ）
- プロファイター 第2話「夜をデザインする女」（1969年、NTV / 宝塚映画）
- 東京バイパス指令 第45話「完全アリバイ」（1969年、NTV / 東宝）
- ブラックチェンバー（1969年、CX / 東映）
  - 第5話「第十三期殺人同期生」
  - 第9話「殺人への招待」
- 特命捜査室 第12話「休暇に殺しはごめんだ」（1969年、CX / 東映）
- プレイガールシリーズ（12ch / 東映）
  - プレイガール
    - 第21話「女が裸をかけるとき」 (1969年)
    - 第38話「女のどたん場」（1969年）
    - 第127話「男殺し湖畔の牝猫」（1971年） - 森山
    - 第145話「嵐を呼ぶ女」（1972年） - 古川
    - 第187話「男殺しのガンファイター」（1972年） - 菅沼
    - 第226話「さすらいの逃亡者」（1973年） - 中谷洋介
    - 第250話「深海の裸女の群れ」（1974年） - 三原刑事
    - 第284話「愛して! 悶えて! 殺されて」（1974年） - 三原刑事

  - プレイガールQ (1975年)
    - 第41話「放送300回記念・東京エマニエル夫人」- クラブ・エマニエルの客※ノンクレジット
    - 第47話「抱いた札束裸で消えた」- 関根
- 銭形平次（CX / 東映）
  - 第185話「身投げ女」（1969年） - 斬られの猪之松
  - 第308話「稲荷の鈴」（1972年） - 小幡の三次郎
  - 第470話「甲州獄門坂」（1975年） - 紋次
  - 第682話「ずっこけ三人旅」（1979年） - 近江屋
  - 第741話「負けるな!父」（1981年） - 立花屋
  - 第781話「781万七親子が夢見た女」（1981年） - 近江屋
- 五番目の刑事 第3話「夜の牙」（1969年、NET / 東映） - 杉本健
- ゴールドアイ（1970年、NTV / 東映）
  - 第7話「姿なき殺人者」 - 岡本ジョージ
  - 第18話「恐怖の空中密輸」 - ケニー愛田
- ザ・ガードマン 第262話「ダービーで大もうけする方法」（1970年、TBS / 大映テレビ室）
- 日本怪談劇場　第6話「四谷怪談　稲妻の巻」第7話「四谷怪談　水草の巻」（1970年 東京12チャンネル） - 小仏小平
- 江戸川乱歩シリーズ 明智小五郎 第7話「二つの顔の男 猟奇の果より」（1970年、東京12チャンネル）
- 遠山の金さん捕物帳 第53話「仕掛花火に泣く女」 （1971年、NET）- 田島昭三郎
- 大忠臣蔵 （1971年、NET / 三船プロ） - 大須賀治部右衛門
- 千葉周作 剣道まっしぐら 第43話「打倒！音無しの構え」（1971年、TBS）- 友井竜之進
- 打ち込め! 青春 （1971年、NET / 東映）
- コートにかける青春 （1971年 - 1972年、CX / 東宝）- 田淵豪
- 大江戸捜査網 （12ch→TX / 日活→三船プロ）
  - 第15話「花吹雪あばれ獅子」（1971年） - 不破伝八郎
  - 第298話「お化け屋敷に消えた美女」（1977年） - 辰蔵
  - 第323話「哀しき流転! 謎の女」（1978年） - 早川主膳
  - 第339話「恋なさけ捨て身の十手魂」（1978年） - 黒田外記
  - 第370話「汚名に賭けた目明し無情」（1978年） - まむしの辰蔵
  - 第410話「悪を斬る料理人 華麗に参上」（1979年） - 瀬川
  - 第452話「女の涙か夏の嵐」（1980年） - 仏の半蔵
  - 第515話「新太郎 出産騒動右ひだり」（1981年） - 疾風の五郎造改め堺屋市兵衛
  - 第560話「暴れ大奥 いけにえの姫君」（1982年） - 桂川法眼
  - 平成版 第1シリーズ
    - 第4話「山男に抱かれた女」（1990年） - 山上陣内
    - 第18話「吉原恋模様居残り新十郎」（1991年） - 小笠原和喜
- ターゲットメン 第4話「三匹の赤い狼」（1971年、NET / 東映）
- 荒野の素浪人 第1シリーズ 第5話「獄門 関所破り」（1972年、NET / 三船プロ） - 鳴戸伝九郎
- 忍法かげろう斬り 第12話「闇に消えた殿様」（1972年、KTV / 東映） - 益原豊後
- お祭り銀次捕物帳 第14話「反乱の城下町」（1972年、CX / 東映） - 石原保之助
- 眠狂四郎 第4話「円月 殉愛を斬る」（1972年、KTV / 東映）
- 隼人が来る 第9話「びっくり捕物初手柄」（1972年、CX / 東映） - 館林軍太夫
- 木枯し紋次郎 第2部 第7話「海鳴りに運命を聞いた」（1972年、CX / C.A.L） - 丸谷の銀三
- 地獄の辰捕物控 第23話「夜の終りに殺しを見た」（1972年、NET / 東映）
- ファイヤーマン（1973年、NTV / 円谷プロ） - 海野軍八隊長
- 追跡 第1話「いかさま天使」（1973年、KTV / C.A.L）
- 子連れ狼 （NTV / ユニオン映画） 
  - 第1部 第17話「雲竜風虎」（1973年） - 真壁将監
  - 第3部 第3話「来ない明日へ」（1976年） - 岩八
- 荒野の用心棒 第26話「火薬輸送に兇弾が炸裂して…」（1973年、NET / 三船プロ） - 奥寺甚左衛門
- 戦国ロック はぐれ牙 第2話「分銅金に死を掛けろ」（1973年、CX / C.A.L）
- アイフル大作戦 第25話「逃げろ!わんぱく小僧生き埋め殺人」（1973年、TBS / 東映）
- 科学捜査官 第8話「一千万人の中の一人」（1973年、KTV / 松竹） - 石井信三
- 非情のライセンス（NET / 東映）
  - 第1シリーズ 第34話「兇悪の遊戯」（1973年） - 克見大介
  - 第2シリーズ 第100話「兇悪の情景」（1976年） - 小寺茂
- 水滸伝 第16話「必殺の矢」（1974年、NTV / 国際放映） - 李雲
- 狼・無頼控 第17話「くノ一故郷に死す」（1974年、MBS /映像京都、 大映テレビ） - 伊勢屋 / 名張の源太（二役）
- 特捜記者→特捜記者 犯罪を追え! （1974年、KTV / 松竹） - 刑事
- 右門捕物帖 （NET / 東映）
  - 第15話 「殺しの株札」（1974年） - 富蔵
  - 第42話 「果てしなき欲望」（1975年）
- 破れ傘刀舟悪人狩り（NET / 三船プロ）
  - 第6話「傷だらけの報酬」（1974年） - 旗本・松澤民部
  - 第68話「暗黒の烙印」（1976年） - 佐吉
  - 第122話「暗黒の烙印」（1977年） - 筆頭与力・皆川辰五郎
- バーディー大作戦 第40話「ミイラ連続殺人事件」（1975年、TBS / 東映） - 沢田朝雄 / 松本警部（警視庁特捜部）
- 賞金稼ぎ （1975年、NET / 東映） - 高坂飛騨守
- 必殺シリーズ（ABC / 松竹）
  - 必殺必中仕事屋稼業 第18話「はめ手で勝負」（1975年） - 鉄平
  - 必殺仕事人V・激闘編 第19話「主水、羊かんをノドにつめる」（1986年） - 唐ヱ門
  - 必殺まっしぐら! （1986年） - 神楽坂宋右衛門
- 影同心シリーズ（1975年、MBS / 東映）
  - 影同心 第9話「あぶな絵殺し節」 - 小日向精四郎
  - 影同心II 第2話「つぼみで落ちた白い菊」 - 河野重蔵
- 長崎犯科帳 第19話「呪いの連発銃」（1975年、NTV / ユニオン映画） - 伍助
- ザ★ゴリラ7 第22話「皆殺しのラインアップ」（1975年、NET / 東映） - 伊上
- 剣と風と子守唄 第27話「栄光への父娘旅」（1975年、NTV / 三船プロ） - 黒須市兵衛
- 伝七捕物帳（NTV / ユニオン映画）
  - 第82話「恋のいろはを教えます」（1975年） - 工藤軍十郎
  - 第96話「死神が匙を投げた女」（1976年） - かまいたちの吉松
- 新宿警察 第8話「汗まみれの逆転」（1975年、CX / 東映） - 村木（若松組幹部）
- 痛快!河内山宗俊 第6話「米が仇の八百八町」（1975年、CX / 勝プロ） - 宇山弾正
- 遠山の金さん (杉良太郎版）第1シリーズ（NET / 東映）
  - 第10話「仏の正体をあばけ!」（1975年） - 房吉
  - 第47話「奉納絵馬 呪いの祝い唄」（1976年） - 唐津屋番頭 末吉
  - 第67話「逢いに来た女」（1977年） - 唐津藩江戸屋敷用人 大村
  - 第96話「お湯の中にも鬼が住む」（1977年） - 石堂左近次
- 金曜劇場 / 前略おふくろ様 第1シリーズ 第21話（1976年、NTV / 渡辺企画） - 喫茶店の客
- 太陽にほえろ! （NTV / 東宝）
  - 第210話「栄光」（1976年） - 斎田俊男
  - 第355話「ボス」（1979年） - 杉山刑事
  - 第473話「ダーティなゴリ」（1981年） - 江本勉
  - 第594話「十年目の誘拐」（1984年） - 稲村健作
  - 第611話「無口な男」（1984年） - 工藤裕一郎
  - 太陽にほえろ!PART2 第12話「さらば! 七曲署」（1987年） - 坂口常幸
- 大都会シリーズ（NTV / 石原プロ）
  - 大都会 闘いの日々 第21話「スクープ」（1976年） - 高松茂
  - 大都会 PARTII 第50話「射殺命令」（1978年） - 服部警部補
  - 大都会 PARTIII 第20話「爆走・金塊トレーラー」（1979年） - 唐沢
- 隠し目付参上 第14話「半年先の天下を見たか」（1976年、MBS / 三船プロ） - 津村惣右衛門
- 人魚亭異聞 無法街の素浪人（1976年、NET / 三船プロ）
  - 第8話「三匹の流れ者」 - 黒沼大介
  - 第21話「恐怖の狙撃銃」 - 羅卒隊長
- 特捜最前線 （ANB / 東映）
  - 第8話「愛と復讐の銃弾」（1977年）
  - 第333話「一円玉の詩!」（1983年） - 城南署刑事
  - 第415話「広域指定117号の女!」（1985年）
  - 第445話「倉敷-高松-観音寺・瀬戸内に消えた時効!」（1985年） - 板倉透
  - 第499話「退職刑事船村・鬼」（1987年）- 榊原刑事課長
  - 第500話「退職刑事船村II・仏」（1987年） - 榊原刑事課長
- 新選組始末記 （1977年、MBS） - 新見錦
- 金曜ドラマ / 岸辺のアルバム 第7話（1977年、TBS） - ラブホテル支配人
- 破れ奉行（1977年、ANB / 中村プロ）
  - 第1話「疾風! 斬り捨て御免!」 - 筆頭同心・鬼頭伝九郎
  - 第31話「暗黒街の悪の花」 - 火付盗賊改方・桐谷洗蔵
- 破れ新九郎（ANB / 中村プロ）
  - 第8話「天保大地震」（1978年） - 寺社奉行・田所備前守
  - 第20話「殴り込み!破れ軍団」（1979年） - 目付・本堂監物
- 新五捕物帳（NTV / ユニオン映画）
  - 第18話「罠にはまった女」（1978年） - 北島寛兵衛
  - 第32話「さむらい無情」（1978年） - 北島寛兵衛
  - 第42話「流刑の女」（1978年） - 北島寛兵衛
  - 第54話「岡っ引きの唄」（1979年） - 同心
  - 第67話「悲恋おんな坂」（1979年） - 同心倉田
- 桃太郎侍（NTV / アイウエオ企画）
  - 第100話「江戸に灯りの戻る夜」（1978年） - 岩瀬将監
  - 第167話「飛んで火に入る仇討娘」（1979年） - 村松源太夫
  - 第193話「お化け長屋の牛騒動」（1980年） - 水野佐渡守
  - 第207話「ちどり・かもめ只今特訓中!」（1980年） - 高岩主膳
- 達磨大助事件帳 第19話「地獄の顔の天使」（1978年、ANB / 前進座 / 国際放映） - 猿の猪十
- 新 木枯し紋次郎 第23話「笹子峠の月に映えた」（1978年、12ch / C.A.L） - 天神の勢五郎
- 東京メグレ警視シリーズ 第4話「警視と殺人者たち」（1978年、ABC / テレパック）
- 大追跡 第15話「黒い影」（1978年、NTV / 東宝） - 小倉刑事係長
- 大空港 第13話「暗殺指令」（1978年、CX / 松竹） - 小沢シンゴ
- Gメン'75 （TBS / 東映）
  - 第162話「女子大生と警官の異常な関係」（1978年） - 松井警部
  - 第225話「少年野球チーム誘拐」（1979年） - 関東竜神会幹部
  - 第264話「悪魔の棲む家」（1980年） - 村田
  - 第275話「警官の妻たちの連続殺人」（1980年） - 長柄刑事課長
  - 第334話「茶碗にテープを貼る変な泥棒」（1981年） - 森影警部
- 横溝正史シリーズII / 仮面劇場 （1978年、MBS / 東宝） - 鵜藤五郎
- 柳生一族の陰謀 第4話「大奥の妖女」（1978年、KTV / 東映） - 鬼火竜軒
- 土曜ワイド劇場（ANB）
  - 江戸川乱歩の美女シリーズ 第7作「宝石の美女」（1979年） - 西岡三郎
  - 山村美紗サスペンス 京都琵琶湖別荘殺人事件（1990年）
  - 考古学者シリーズ 第15作「美人デザイナー殺し」（1993年） - 谷井剛三
  - 高橋英樹の船長シリーズ 第8作「ジャンボフェリー殺人海峡」（1996年） - 石井支店長
- 江戸の旋風シリーズ （CX / 東宝）
  - 同心部屋御用帳 江戸の旋風IV 第13話「錆びた十手」（1979年） - 常蔵
  - 同心部屋御用帳 新・江戸の旋風 第25話「ひと恋い橋」（1980年） - 権蔵
- 江戸を斬る シリーズ（TBS / C.A.L）
  - 江戸を斬るIV 第14話「おゆきお京麻薬地獄へ」（1979年） - 軍次
  - 江戸を斬るV
    - 第3話「雛祭り娘目明し初手柄」（1980年） - 上山主水
    - 第18話「恐怖!嵐の夜の侵入者」（1980年） - 銀次

  - 江戸を斬るVII（TBS / C.A.L）
    - 第6話「桃の節句の鬼退治」（1987年）- 岩倉但馬
    - 第22話「襲われた御用金」（1987年） - 立原文次郎
- 不毛地帯（1979年、MBS） - 李錫源
- 鉄道公安官 第1話「寝台特急の少年」（1979年、ANB / 東映） - 桑本
- 江戸の激斗 第9話「非情の罠・群狼を斬れ!」（1979年、CX / 東宝） - 相馬屋勘兵衛
- 俺たちは天使だ! 第15話「運が悪けりゃ劇的最期」（1979年、NTV / 東宝） - 大森
- 探偵物語 第10話「夜の仮面」（1979年、NTV / 東映ビデオ） - 榊原（精神科医）
- 駆け込みビル7号室 第11話「逃亡者! 見てはならないものを見た男」（1979年、CX / 三船プロ） - 大滝
- 半七捕物帳 第26話「歩兵の髪切り」（1979年、ANB / 歌舞伎座テレビ）
- そば屋梅吉捕物帳 第14話「黒い十手に悪の華」（1979年、12ch / 国際放映） - 西岡
- 江戸の牙（ANB / 三船プロ） 
  - 第6話「撃滅 爆破計画!」（1979年） - 坂田弥之介
  - 第18話「栄光なにするものぞ」（1980年） - 矢島
- 水戸黄門 （TBS / C.A.L）
  - 第10部 第22話「赤い財布の恩返し -馬籠-」（1980年1月14日） - 源次
  - 第14部（1984年）
    - 第18話「人情紅花夫婦染 -米沢-」 - 成瀬主膳
    - 第27話「殿様を泣かせた娘 -勝山-」 - 志田和重

  - 第15部（1985年） - 谷村十兵ヱ
    - 第1話「謎の美剣士 隠密旅 -高松-」
    - 第11話「老公暗殺!火炎地獄 -福岡-」

  - 第16部 第31話「頑固くらべ献上茶釜 -山形-」（1986年11月24日） - 望月左近
  - 第18部 第5話「恐怖の釣り天井 -宇都宮-」（1988年10月10日） - 作事奉行・梶原与四郎
  - 第19部 第24話「縁結び頑固比べ -善光寺-」（1990年3月12日） - 木崎伝十郎
  - 第20部（1991年）
    - 第9話「黄門様の商ん人修行 -大坂-」 - 倉田剛造
    - 第23話「お助け母さんひえつき節 -宮崎-」 - 臼倉帯刀
    - 第33話「意地比べ恋の友禅 -金沢-」 - 石倉主水

  - 第21部 第26話「鬼が仕組んだ姥捨山 -善光寺-」（1992年9月28日） - 柏木武太夫
  - 第22部（1993年）
    - 第18話「娘が綺麗になる方法 -島原-」 - 内藤玄蕃
    - 第33話「格さんの親友は脱藩者 -白河-」 - 峯岸大膳

  - 第23部（1995年）
    - 第24話「お銀に惚れた人形師 -福岡-」 - 八田典膳
    - 第35話「悪を狙う謎の虚無僧 -彦根-」 - 桑原勘解由

  - 水戸黄門外伝 かげろう忍法帖 第7話「地獄に夢の花が咲く」（1995年） - 芝山軍兵衛
  - 第24部
    - 第21話「鬼と呼ばれた父の真実 -鳥取-」（1996年2月12日）- 川鍋専太夫
    - 第27話「一陽来復 米沢の春 -米沢-」（1996年4月1日）- 薦田主計

  - 第25部
    - 第24話「藩を救った反魂丹 -富山-」（1997年6月9日） - 山根屋藤八
    - 第42話「お銀が結んだ父子紬 -結城-」（1997年10月20日） - 久能木大学

  - 第26部 第19話「狐が狙った温泉小町 -玉造-」（1998年6月22日） - 権野又兵衛
  - 第27部 第25話「娘飛脚はお姫様 -松本-」（1999年9月6日） - 大戸屋甚造
  - 第30部 第10話「女サギ師は子猫好き -酒田-」（2002年3月11日） - 月岡半之丞
  - 第32部 第13話「赤ん坊背負った仇討ち -白石-」（2003年11月10日） - 大槻監物
  - 第39部 第8話「唄を土産に里帰り! -博多-」（2008年12月1日） - 梅田屋甚兵衛
  - 第41部 第10話「親子手まりで大勝負 -和歌山-」（2010年6月14日） - 杵築屋藤兵衛
  - 第43部 第16話「ニセ印籠で村を救え! -館山-」（2011年11月7日） - 庄兵衛
- 大捜査線 第12話「路上の結婚式」（1980年、CX / ユニオン映画）
- 長七郎天下ご免!（ANB / 東映）
  - 第22話「錆びた十手が輝いた!」（1980年） - 亘理甲斐
  - 第47話「金襴緞子の影で泣け!」（1980年） - 栗田作左衛門
  - 第72話「父二人 江戸のつむじ風」（1981年） - 魚住刑部
  - 第99話「月に吼える白狐の影法師 」（1981年） - 内藤飛騨守
- 影の軍団シリーズ（KTV / 東映）
  - 服部半蔵 影の軍団 第12話「夜の蜘蛛は親でも殺せ」（1980年）-土蜘蛛の八兵衛
  - 影の軍団II 第22話「甲賀忍法・必殺の賭け」（1982年）- 筒井将監
  - 影の軍団IV 第18話「半蔵の尻に火がついた」（1985年） - 榊原元成
- ウルトラマン80 第27話「白い悪魔の恐怖」（1980年、TBS / 円谷プロ） - 青山清彦博士
- 暴れん坊将軍（ANB / 東映）
  - 吉宗評判記 暴れん坊将軍
    - 第110話「立て! 江戸の若者たち」（1980年） - 助太夫
    - 第139話「口説いた相手が悪かった」（1980年） - 蓮見織部正
    - 第173話「瀬戸のさざ波乙女波」（1981年） - 曲渕玄蕃

  - 暴れん坊将軍II
    - 第4話「富士の白雪に消えた女」（1983年） - 桑山伊賀守
    - 第46話「金襴緞子の罠を撃て!」（1984年） - 塚本九郎右衛門
    - 第135話「散らすな、忠義の首一つ!」（1985年） - 相良主水
    - 第187話「夫婦喧嘩と釣り天井!」（1987年） - 奥平淡路守

  - 暴れん坊将軍III
    - 第7話「運命のめぐりあい」（1988年） - 倉林弥一郎
    - 第41話「娘十七はぐれ唄」（1988年） - 小宮宗平
    - 第79話「命を賭けた女子駅伝」（1989年） - 熊五郎

  - 暴れん坊将軍IV 第37話「才三覚悟! 黒髪の刺客」（1991年） - 井原将監
  - 暴れん坊将軍V 第10話「一目惚れ、仲よく危機一髪!」（1993年） - 酒井日向守
  - 暴れん坊将軍VI
    - 第1話（SP）「吉宗潜入! 謀略の城 偽将軍宣下を阻止せよ!」（1994年） - 中津川伯翁
    - 第28話「姉とおとうと」（1995年） - 水野外記

  - 暴れん坊将軍VII 第7話「愛妻騎馬奉行」（1996年） - 南条備前守
  - 暴れん坊将軍VIII 第4話「妖しく光る銀かんざし 出合い茶屋の女」（1997年） - 大窪土佐守
  - 暴れん坊将軍IX 第14話「どんどん好きになっていく! 将軍に惚れた女」（1999年） - 黒崎勘解由
  - 暴れん坊将軍X 第24話「計られた上意討ち! 若侍に惚れた年上の女」（2000年） - 鬼頭主馬
- 警視庁殺人課 第8話「空中に舞う3億円」（1981年、ANB / 東映）
- 鬼平犯科帳（ANB / 東宝）
  - 第2シリーズ 第19話「高杉道場・三羽烏」（1981年） - 長沼又兵衛
  - 第3シリーズ 第7話「雨引の文五郎」（1982年） - 落針の彦蔵
- 火曜サスペンス劇場 （NTV）
  - 消えたタンカー（1981年）- 小島史郎
  - 悪夢の花嫁（1987年）
  - 女監察医・室生亜季子 第5作「高価すぎた情事」 （1988年、東映） - 大野雄一
  - 小京都ミステリー 第10作「安芸奥の細道殺人事件」 （1993年、大映テレビ） - 永井達彦
  - 女弁護士・高林鮎子 第15作「飛騨高山の女」 （1994年、東映） - 飛騨産業社長
  - 弁護士・高林鮎子 第29作「フレッシュひたち17号の偽証」（2001年） - 筒井平助
- 西部警察シリーズ（ANB / 石原プロ）
  - 西部警察 第104話「栄光への爆走」（1981年） - 砂村
  - 西部警察 PART-II 第6話「あいつは予言者」（1982年） - 飯塚浩二
  - 西部警察 PART-III
    - 第25話「長いお別れ」（1983年） - 岡本源三
    - 第40話「激突!! 壇ノ浦攻防戦 -岡山・高松篇-」（1984年） - 楊竜光
- 松平右近事件帳（1982年、NTV / ユニオン映画）
  - 第1話「藪太郎参上」- 日照
  - 第13話「知られたくなかった秘密」- 西田
  - 第46話「ふたりのおらん」- 与力黒田
  - 新・松平右近 第10話「罠にはまった夫婦花」（1983年） - 小田切弾正
- 大岡越前 （TBS / C.A.L）
  - 第6部 第12話「盗っ人の託した赤ん坊」（1982年5月24日） - 音蔵
  - 第9部 第24話「囮になった目撃者」（1986年4月7日） - 文蔵
  - 第11部 第1話、第2話「吉宗暗殺の野望」（1990年4月23、30日） - 戸谷三九郎
- 時代劇スペシャル （CX）
  - 十六文からす堂 江戸占い謎を斬る （1982年、三船プロ） - 大串源蔵
  - 日本犯科帳・隠密奉行 久留米編（1982年、中村プロ） - 大原頼母
- 噂の刑事トミーとマツ 第2シリーズ 第22話「トミマツ呆然! 課長必殺の突撃」（1982年、TBS / 大映テレビ） - 鬼藤謙一
- 源九郎旅日記 葵の暴れん坊 第4話「花の湯の宿 隠れ里」（1982年ANB / 東映） - 根岸帯刀
- ザ・サスペンス（TBS）
  - 越後路殺人事件（1982年）
  - 後鳥羽伝説殺人事件（1982年、大映テレビ） - 落合刑事課長
  - 十津川警部シリーズ （1983年、大映テレビ） - 田中刑事
    - 第3作「四国連絡特急殺人事件」
    - 第4作「下り特急『富士』殺人事件」
- 木曜ゴールデンドラマ / 天使が消えていく （1982年、YTV制作・FBS / 三船プロ）
- 大河ドラマ（NHK）
  - 徳川家康 （1983年） - 直江兼続
  - 独眼竜政宗 （1987年） - 石川昭光
  - 春日局 （1989年） - 酒井忠勝
- 眠狂四郎無頼控 第2話「生肝頂戴つかまつる」（1983年、TX / 歌舞伎座テレビ）
- 水曜時代劇 / 壬生の恋歌 第16話「甦った女」（1983年、NHK）- 谷三十郎
- 漂流家族（1983年、THK / 東宝）
- 遠山の金さん（高橋英樹版）（テレビ朝日(ANB) / 東映）
  - 第1シリーズ 第56話「炎の慕情! おんな火消の鉄火纏」（1983年） - 辰造
  - 第2シリーズ 第25話「嘘でもいいから愛していたい!」（1986年） - 仁兵衛
- 宇宙刑事シャリバン 第29話「敵は誰だ? 荒野を目指す熱血児」（1983年、テレビ朝日(ANB) / 東映） - 佐倉弁護士
- 長七郎江戸日記（日本テレビ / ユニオン映画）
  - 第1シリーズ
    - 第9話「風流悪人狩り」（1983年） - 大野屋喜十郎
    - 第29話「黄色いカラス」（1984年） - 津上一馬
    - 第45話「瓦版始末記」（1985年） - くちなわの以助
    - 第74話「雨宿り」（1985年） - 大貫仙十郎

  - 第2シリーズ（1988年）
    - 第1話「散るが命か、寒椿」 - 柴山蔵人
    - 第34話「一の糸」 - 村木屋笑兵衛

  - 第3シリーズ
    - 第2話「姉妹かんざし」（1990年） - 鳴海屋吉蔵
    - 第26話「女侠涙の伊達姿」（1991年） - 甚五郎
- 乾いて候 （1984年、CX / 東映）
- ただいま絶好調! 第6話「あの娘は億万長者」（1985年、ANB / 石原プロ）
- スケバン刑事II 少女鉄仮面伝説 （1986年、CX / 東映） - 源十郎
- 女ふたり捜査官 第10話「夫を乗りかえた不満妻」（1986年、ABC / テレパック）
- ジャングルシリーズ（NTV / 東宝）
  - ジャングル 第17話「泥沼の中で…」（1987年）
  - NEWジャングル 第11話「愛妻危機一髪」（1988年） - 安田
- あぶない刑事 第33話「生還」（1987年、NTV / セントラル・アーツ） - 須藤健
- 水曜ドラマスペシャル / 遺言を頼まれた女 （1987年、TBS / テレパック）
- あきれた刑事 第22話「誘拐されて大爆発」（1988年、NTV / セントラル・アーツ）- 本城社長
- 三匹が斬る!（ANB / 東映）
  - 三匹が斬る! 第18話「父と娘の 生き血を絞る にせ大名」（1988年） - 神尾
  - 続続・三匹が斬る! 第11話「女難金難、死体になって長崎非常線!」（1990年） - 美濃守
  - また又・三匹が斬る! 第2話「男売ります、悲しき提灯奉行」（1991年） - 大沢将監
- 電脳警察サイバーコップ（1988年 - 1989年、NTV） - フューラー[注釈 4]
- ゴリラ・警視庁捜査第8班（ANB / 石原プロ）
  - 第2話「ファーストターゲット」（1989年）
  - 第42話「ある少女の反乱」（1990年）
- 月影兵庫あばれ旅（TX / 松竹）
  - 第1シリーズ 第9話「三途の川は渡れない」（1989年） - 黒川大膳
  - 第2シリーズ 第8話「その手は桑名の大捕物!」（1990年） - 戸沢次郎兵衛
- 鬼平犯科帳（CX / 松竹）
  - 第1シリーズ 第17話「女掏摸お富」（1989年） - 霰の定五郎
  - 第2シリーズ 第4話「托鉢無宿」（1990年） - 羽沢の嘉兵衛
- 八百八町夢日記 第1シリーズ 第20話「祭り囃子が聞こえる」（1990年、NTV / ユニオン映画） - 牧原市之進
- 将軍家光忍び旅 最終話「京は目前、風魔最後の挑戦!」（1990年、テレビ朝日、東映） - 田中六左衛門
- 燃えよ剣（1990年、TX）
- はぐれ刑事純情派 第4シリーズ 第18話「密室の犯罪 美しき女医の診察室」（1991年、NTV / 東映） - 高林専務 役
- 世にも奇妙な物語 / 覆面（1991年、CX） - 海野
- 木曜劇場 / しゃぼん玉（1991年、CX） - 花田慶二 役
- 名奉行 遠山の金さん （ANB / 東映）
  - 第3シリーズ 第26話「白い肌に謎の刺青」（1991年3月21日） - 長次
  - 第4シリーズ 第18話「奉行暗殺!長崎の女」（1992年4月23日） - 和泉屋徳兵衛
  - 第5シリーズ 第7話「殺し屋を狙う謎の若君」（1993年5月13日） - 井筒屋仙右衛門
  - 第6シリーズ（1994年）
    - 第2話「堅ぶつ侍と不良母」 - 宗兵衛
    - 第21話「情けが仇の美人局」 - 木村隼人正
- 戦国最後の勝利者! 徳川家康 （1992年、ANB）
- 俺たちルーキーコップ 第4話「大飛躍」（1992年、TBS / セントラル・アーツ）
- 裏刑事-URADEKA- 第11話「時効を許すな! 悲しき殺し屋」（1992年、ABC / 松竹）
- 往診ドクターの事件カルテ 第10話「盗撮された現場写真」（1992年、ABC / 総合ビジョン）
- 殿さま風来坊隠れ旅 第7話「あやしい街・乙女の涙」（1994年、ANB / 東映） - 伊藤屋吉衛門
- 金曜エンタテイメント（CX / 東宝）
  - 浅見光彦シリーズ 第3作「唐津佐用姫伝説殺人事件」（1996年） - 影山秀太郎
  - 津軽海峡ミステリー航路 第1作「函館と青森を結ぶフェリーで起こった動く密室殺人!」（2002年） - 友納五十二
- 将軍の隠密！影十八 最終話「女の意地・ワイロのからくり、闇裁き」（1996年、テレビ朝日 / 東映） - 但馬屋
- 南町奉行事件帖 怒れ!求馬 第13話「求馬危うし!」（1997年、TBS / C.A.L） - 大井掃部介
- 銭形平次 第6シリーズ 第5話「顔のない男」（1997年、CX / 東映） - 加賀屋長兵衛
- ドラマ30（CBC / TBS）
  - アゲイン〜ラヴ・ソングをもう一度〜 （1999年）
  - 蔵の宿 （2000年） - 堀江
- はるちゃん5 第18 - 20話（2001年、THK / 国際放映）
- 愛の劇場 ママまっしぐら! パート2（2002年、TBS / ホリプロ）
- 月曜ミステリー劇場（TBS / C.A.L）
  - 山村美紗サスペンス 狩矢警部シリーズ5 京舞妓殺人事件（2003年）
  - 月曜ゴールデン / 検事・沢木正夫
    - 第1作「意の分岐点」（2004年） - 飛河淳之
    - 第2作「公訴取消し」（2006年） - 大倉寿光

### Vシネマ
- ベレッタＭ92F 凶弾（1990年、東映ビデオ） - 安田
- 爆裂! M・コネクション Vol.1 ミラージュを追え!（1991年、セイヨー）
- 最後の馬券師（1994年、ケイエスエス）
- 実録・夜桜銀次（2001年、東映ビデオ） - ナレーション
- 実録・最後の愚連隊（2002年） - 綱島一家五代目総長 鶴岡政次郎
- 真説 タイガーマスク（2004年、GPミュージアム） - 田上社長
- ドッグファイター ごろつき刑事（2005年、東映ビデオ）
- 実録・不退の松葉（2005年、GPミュージアム）
- 鬼魄 二代目山口登（2006年、GPミュージアム） - 小沢和義

### 舞台
- テアトルアカデミー睦組公演 - 制作・演出
  - 御宿かわせみ（1997年6月）
  - 「頑張れ ケン!」「春一番」「ジャンバラヤ」「天皇はんのみかん」（2008年6月5日 - 8日）
  - 「炎と愛のフィナーレ/あるレビュー劇場の1945」（2012年9月21日 - 23日）
  - 「守るも攻めるも」（2013年10月30日 - 11月2日）
  - 「めざせ!忠犬ハチ公物語」1943年のさようなら（2015年7月2日 - 5日）
  - 「黄昏のボードビル」（2017年11月8日 - 12日）
  - 「東京行進曲」(2018年10月17日 - 21日 )
  - 「ムーランルージュ」（2019年10月4日 - 7日）

### バラエティ
- タケちゃんの思わず休んでしまいました（1987年10月、フジテレビ）
- 新幹線 -世界最速列車のすべて- (1999年5月3日、NHK総合テレビ)
- 踊る!さんま御殿!!（2005年6月21日、日本テレビ）

## 出演作品（声優）

### テレビアニメ
- シスコン王子（1963年） - キャプテン・シークレット

### 劇場アニメ
- SPACE ADVENTURE コブラ（1982年、東宝東和） - クリスタルボーイ[18]

### 吹き替え

#### 俳優
- デビッド・ジャンセン（デビッド・ジャンセン本人公認）[注釈 5]
  - 逃亡者（リチャード・キンブル役）[2]
  - 秘密捜査官オハラ（ジム・オハラ役）
  - 消えた拳銃（トム・ヴァレンス巡査部長役）
  - 西部番外地（ディエゴ・キャラハン役）
  - 宇宙からの脱出（テッド・ドゥハティ役） ※東京12チャンネル版
  - 追跡者（ハリー・オーウェル役）※パイロット版
  - 爆発!ジェットヘリ500 （ハリー・ウォーカー役）
  - トラック・ジャック （ジェイク・ウィルキンスン役）
  - サブマリン・パニック （ラス・ボーガン役）
  - グリーン・ベレー（ジョージ・バックワース記者役） ※テレビ東京版
  - メイデイ40000フィート （ピート・ダグラス機長役）
  - 失われた航海 （ジョン・ジェイコブ・アスター役）

#### 洋画
- 第三の日（スティーブ・マロリー役〈ジョージ・ペパード〉）
- 泥棒を消せ（ウォルター役〈ジャック・パランス〉）※フジテレビ版
- 複数犯罪（スティーブ・キャレラ刑事役〈バート・レイノルズ〉）
- ブロンディー/女銀行強盗（ジャック・シュミット〈テレンス・スタンプ〉）※テレビ東京版
- 真夜中の目撃者（クレイ・ハワード役〈ジェームズ・フランシスカス〉）

#### 邦画
- フランケンシュタインの怪獣 サンダ対ガイラ（スチュワート博士役〈ラス・タンブリン〉[出典 6]）（1966年、東宝）

### ドラマCD
- 劇場版コブラ 音楽篇/ドラマ篇（クリスタル・ボーイ）

### ラジオドラマ
- 百万の太陽（1960年代）
- 宇宙から来た少年（1962年 - 1963年）
- 音の本棚（1976年 - 1979年）
- NHK FM「いのちのダイヤル」（1980年）
- ラジオ図書館「熊犬物語」（1984年）

### ナレーション

#### 映画
- 娘・妻・母（1960年、東宝）

#### テレビドラマ
- 霧のロマン 小樽の女（1969年、NET / 東映）
- ミラーマン（パイロットフィルム版）
- 必殺仕掛人（1972年 - 1973年、TBS / 松竹）
- 唖侍鬼一法眼（1973年 - 1974年、日本テレビ）
- 少女コマンドーIZUMI（1987年 - 1988年、フジテレビ）